# Schlachtgeschwader 1
Schlachtgeschwader 1 foi uma unidade aérea da Luftwaffe durante a Segunda Guerra Mundial. A unidade operou durante o curso da guerra aeronaves dos modelos Henschel Hs 123, Henschel Hs 129, Focke-Wulf Fw 190, e Messerschmitt Bf 109.

## Geschwaderkommodoren
- Obstlt Gustav Pressler, 18 de Outubro de 1943 - 22 de Abril de 1944
- Major Peter Gassmann, 22 de Abril de 1944 - 8 de Maio de 1945

## Stab
Formado no dia 18 de Outubro de 1943 em Polozk a partir do Stab/St.G.1.

## I. Gruppe

### Gruppenkommandeure
- Maj Horst Kaubisch, 18 de Outubro de 1943 - 12 de Fevereiro de 1945
- Hptm Arthur Pipan, 2 de Março de 1945 - 8 de Maio de 1945

Formado no dia 18 de Outubro de 1943 em Bobruisk a partir do I./St.G.1 com:
- Stab I./SG1 a partir do Stab I./St.G.1
- 1./SG1 a partir do 1./St.G.1
- 2./SG1 a partir do 2./St.G.1
- 3./SG1 a partir do 3./St.G.1

Em 3 de Março de 1945 o 3./SG1 realizou a conversão para os Fw 190F-8 Panzerblitz.

## II. Gruppe

### Gruppenkommandeure
- Hptm Heinz Frank, 18 de Outubro de 1943 - 1943
- Hptm Karl Schrepfer, 1943 - 1 de Maio de 1944
- Maj Ernst-Christian Reusch, 1 de Maio de 1944 - 21 de Janeiro de 1945
- Hptm Heinrich Heins, 1 de Fevereiro de 1945 - 8 de Maio de 1945

Formado no dia 18 de Outubro de 1943 em Orscha a partir do II./St.G.1 com:
- Stab II./SG1 from Stab II./St.G.1
- 4./SG1 from 4./St.G.1
- 5./SG1 from 5./St.G.1
- 6./SG1 from 6./St.G.1

No mês de Dezembro de 1943 o 5./SG1 foi redesignado 5./SG2, sendo posteriormente reformado em Janeiro de 1944.

## III. Gruppe

### Gruppenkommandeure
- Maj Friedrich Lang, Outubro de 1943 - 20 de Maio de 1944
- Hptm Karl Schrepfer, 20 de Maio de 1944 -?

Formado no dia 18 de Outubro de 1943 em Bobruisk a partir do III./St.G.1 com:
- Stab III./SG1 a partir do Stab III./St.G.1
- 7./SG1 a partir do 7./St.G.1
- 8./SG1 a partir do 8./St.G.1
- 9./SG1 a partir do 9./St.G.1

## 10.(Pz)/SG1
Formado no dia 27 de Janeiro de 1944 em Orscha a partir do 10.(Pz)/SG77. No dia 7 de Janeiro de 1945 foi redesignado 2.(Pz)/SG9.